# Radlseehütte
Die Radlseehütte (italienisch Rifugio Lago Rodella) ist eine Schutzhütte der Sektion Brixen des AVS in den Sarntaler Alpen in Südtirol. Sie liegt auf einer Höhe von 2284 m s.l.m. östlich der Königsangerspitze nahe dem Radlsee, der sich in einer Mulde zwischen Hundskopf und Königsangerspitze befindet. Der Radlsee befindet sich oberhalb des Eisacktals auf 2250 m Höhe.

## Geschichte
Die erste Hütte am Radlsee wurde 1912 als Privatbau des ersten Wirtes, Anton Mayr aus Brixen, errichtet. Ab Juli 1913 wurde sie bewirtschaftet. Aufgrund des großen Andrangs von Skitourengehern war das erste Radlseehaus auch im Winter geöffnet. Auch nachdem Anton Mayr im Ersten Weltkrieg gefallen war, führte seine Familie das Haus bis 1940 weiter. Die Radlseehütte kam in den Besitz der „Ente Nazionale per le Tre Venezie“, einer faschistischen Organisation zur wirtschaftlichen Italianisierung Südtirols. Das Haus wurde jedoch vernachlässigt, ausgeplündert und schlussendlich abgebrannt. 
1950 fasste der Alpenverein Südtirol den Beschluss zum Wiederaufbau und erwarb den Grund von der Gemeinde Brixen. 1954 wurde mit Unterstützung des Militärs mit dem Bau begonnen, der in zwei Jahren für 2 Millionen Lire vollendet wurde. Am 29. Juli 1956 konnte die neue Hütte eröffnet werden. 1965 wurde eine erste größere Renovierung nötig, 1973 wurde eine Materialseilbahn zur Versorgung der Hütte errichtet. 1982 ergänzte ein Anbau das alte Natursteingebäude um zusätzliche Schlaf-, Wohn- und Sanitärräume.
Im Jahr 2001 erhielt die Hütte das Umweltgütesiegel für Alpenvereinshütten.

## Anstiegsmöglichkeiten
Folgende Anstiege zur Radlseehütte sind üblich:
- Von Osten, vom Perlungerhof in Gereuth (1380 m) in einer Gehzeit von 2½ Stunden.
- Von Südosten, von Oberschnauders (1227 m) in einer Gehzeit von 2 Stunden.
- Von Süden, vom Garner Wetterkreuz (1411 m) in einer Gehzeit von 2 Stunden.
- Von Süden, vom Parkplatz Kühhof (1550 m) in einer Gehzeit von 2 Stunden.

## Tourenmöglichkeiten
Die meist begangene Tour von der Radlseehütte ist die Besteigung der Königsangerspitze (2439 m), die in nur 30 Minuten von der Hütte erreichbar ist. Noch kürzer ist der Anstieg auf den östlich der Hütte liegenden Hundskopf (2354 m), der bereits in knapp 15 Minuten zu erreichen ist.
Folgende Übergänge zu anderen Hütten sind möglich:
- Zur Klausner Hütte (1919 m) in einer Gehzeit von 2 Stunden.
- Zum Schutzhaus Latzfonser Kreuz (2305 m) in einer Gehzeit von 2½ Stunden.
- Zur Flaggerschartenhütte (2481 m) in einer Gehzeit von 5 bis 6 Stunden.

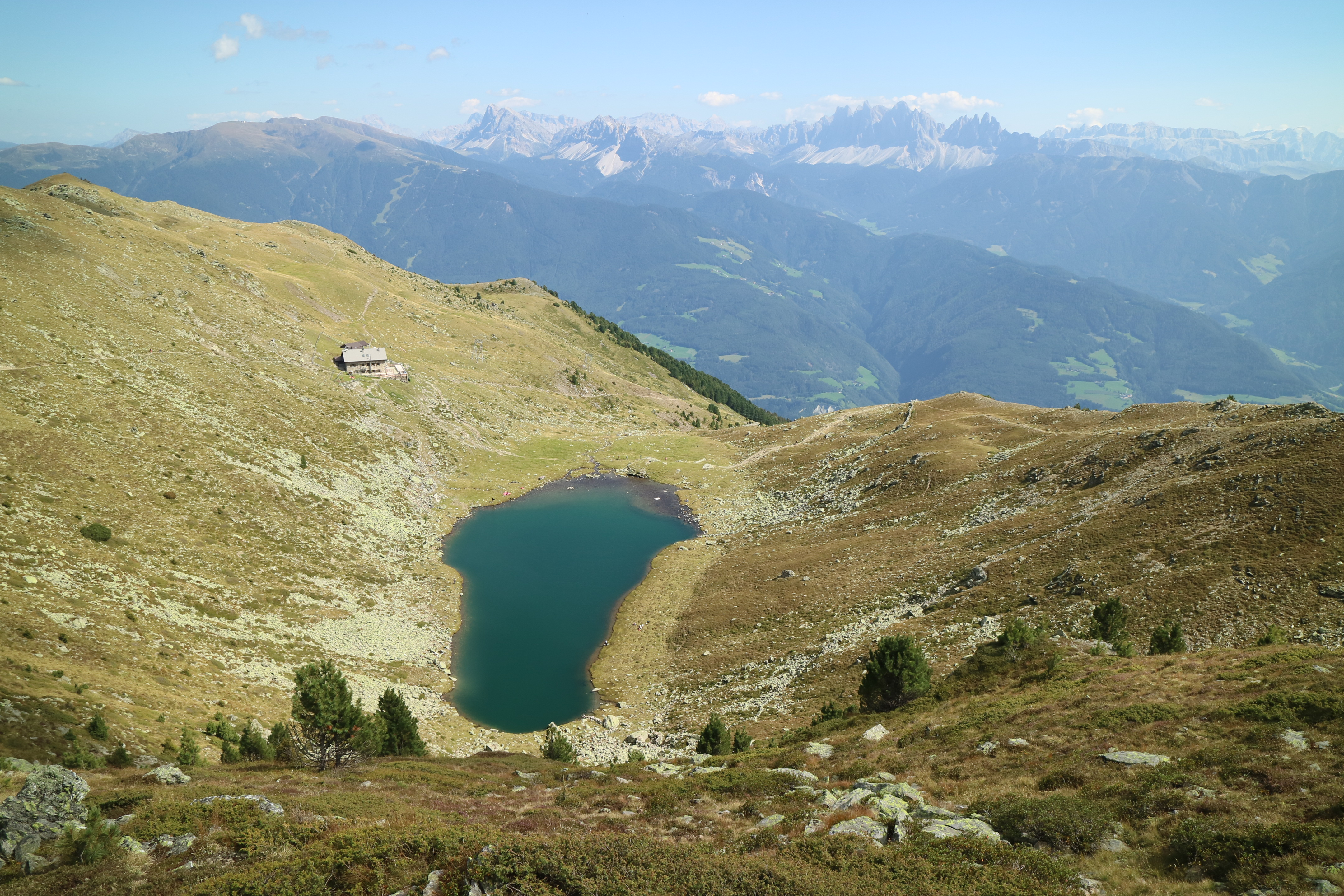
Radlsee und Radlseehütte, gesehen von der Königsangerspitze, im Hintergrund die Dolomiten
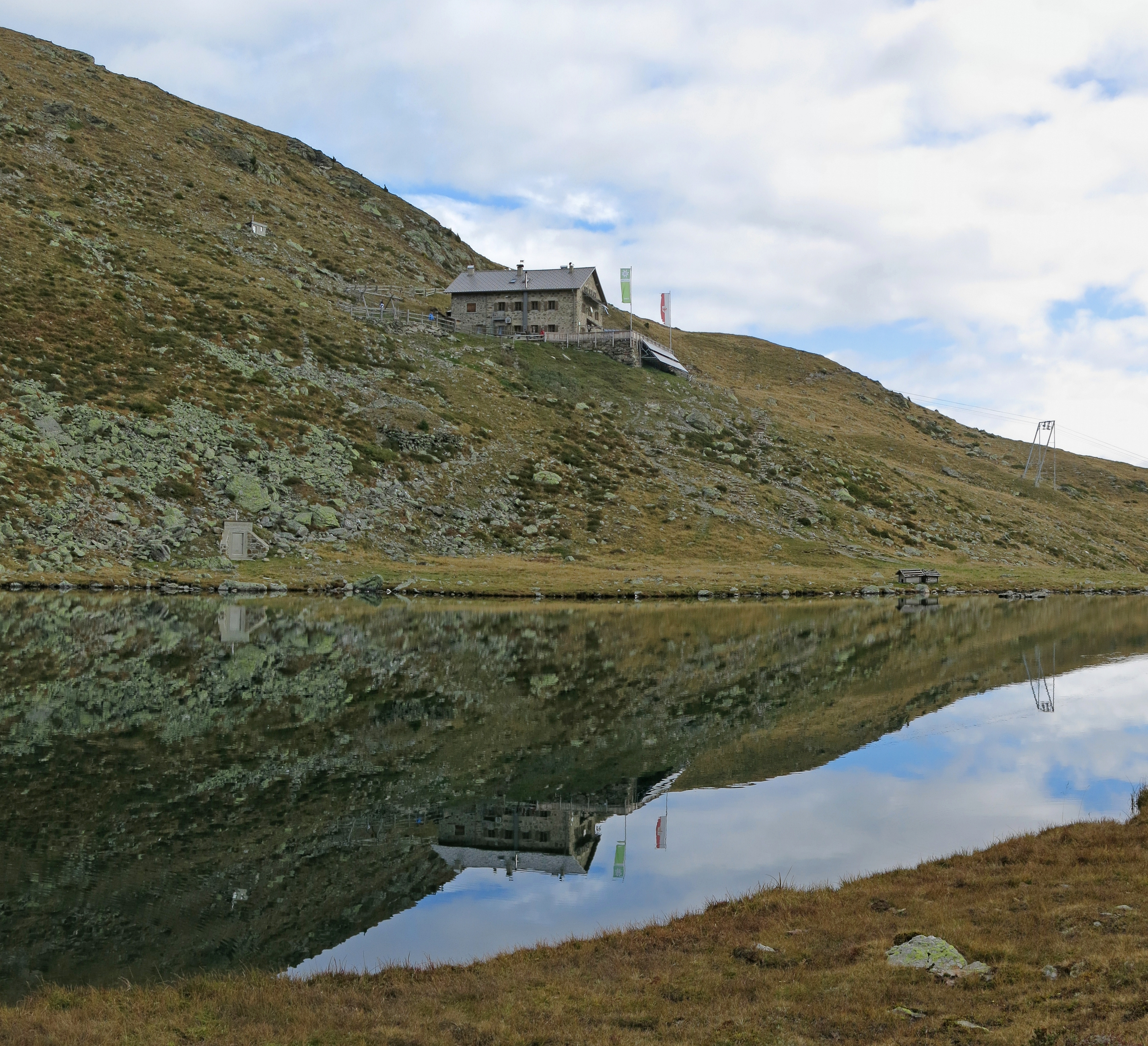
Blick vom See zur Hütte
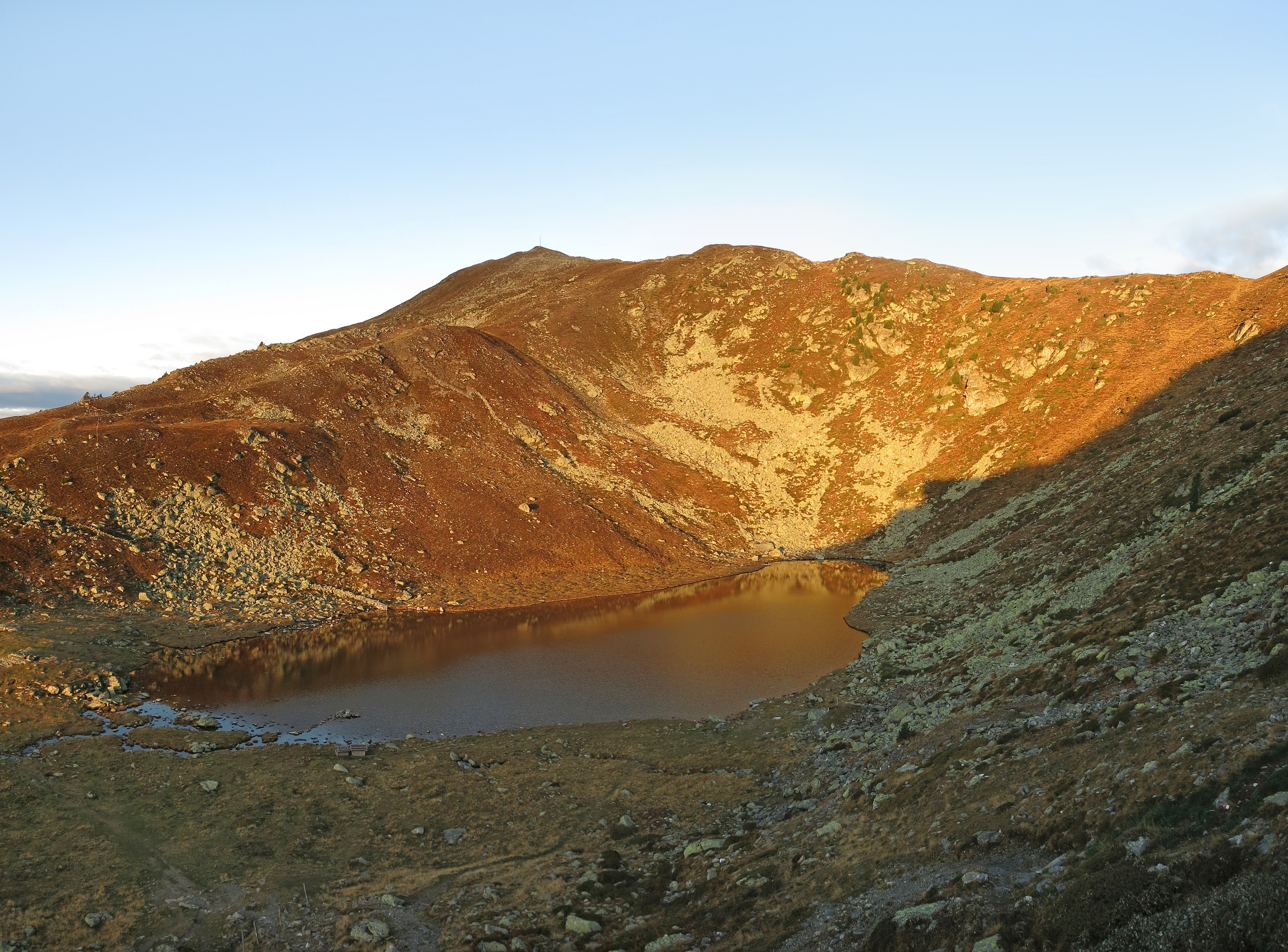
Blick von der Hütte zum Radlsee und zur Königsangerspitze

## Karten und Literatur
- Hanspaul Menara: Südtiroler Gipfelwanderungen. Athesia, Bozen 2001, ISBN 88-8266-013-3
- Karl Felix Wolff: Das Radlseehaus in den Sarntaler Alpen und seine Umgebung: ein Führer für Bergwanderer. Bozen 1912
- Freytag & Berndt-Verlag Wien, Wanderkarte 1:50.000, Blatt WKS 4, Sterzing – Brixen, ISBN 3-85084-794-2
- Topografische Wanderkarte, Bressanone / Brixen, Blatt 030, 1:25.000, Casa Editrice Tabacco, ISBN 88-8315-030-9